# San Vitaliano (Italia)
San Vitaliano è un comune italiano di 6 567 abitanti della città metropolitana di Napoli in Campania.

## Geografia fisica
Il territorio comunale è attraversato a nord nelle campagne tra il territorio mariglianese e nolano dai cosiddetti Regi Lagni, un reticolo di canali realizzato nella prima metà del XVII secolo, durante il dominio spagnolo in Italia, con il viceré di Napoli Pedro Fernández de Castro. San Vitaliano fa parte del territorio agro nolano, confina con i comuni di Nola, Marigliano, Scisciano e Saviano.
È situato nell’area orografica tra il Monte Somma-Vesuvio fino all’arco collinare-montuoso che muove da Cancello e prosegue per il Monte Fellino, i monti di Avella, l’Appennino campano e la collina nolana; fa parte della Città Metropolitana di Napoli.

## Storia
Anticamente la contrada apparteneva a quell'Opicia abitata dagli Ausoni Osci ed Opici conosciuti già 1750 anni prima di Cristo, da Enotri e altri Greci che successivamente edificarono Napoli e Cuma.
I Greci di Cuma raggiungevano Nola passando per quella strada che fu prima la via Adrianea, poi Strada regia e in epoca a noi prossima, la via Nazionale delle Puglie, passando proprio per San Vitaliano.
Su questa antica strada nasceranno le contrade Licinianum, Pomilianum, Cisternae, Brixianum, Marianellae, Marilianum e Palmula, prima cellula del Casale di San Vitaliano.
La storia del comune di San Vitaliano è legata a quella di Marigliano, di cui era un casale, e delle varie compravendite di cui fu soggetto il feudo mariglianese e degli attigui casali. 
Da atti redatti presso il Monastero Verginiano, si trova, nel 1275, un tale De Angerio abitante nel Casale di San Vitagliano, nelle pertinenze di Marigliano.
Dunque il Casale di San Vitaliano con quello di Frascatoli hanno sempre fatto parte del feudo di Marigliano e ne hanno seguite le vicende fino al 1806, quando con la soppressione del feudalesimo da parte di Giuseppe Bonaparte, cominciarono le rivendicazioni dei Comuni per i beni feudali e, dopo Marigliano, Cisterna e Brusciano, anche il comune di San Vitagliano, nel 1809, chiese la reintegra dei propri fondi.

### Leggenda di san Vitaliano
C'è una leggenda conosciuta ancora nel XXI secolo a San Vitaliano: quella del Santo Patrono. Vitaliano da Capua, era vescovo di Capua e intorno al 720 d.C. si recava a Montevergine per pregare ma fu colpito da un malore prima di raggiungere Nola. Si fermò proprio in questo piccolo paese alle porte di Nola, San Vitaliano in antichità veniva chiamato Palmula per la sua piccola estensione. Il Vescovo ringraziò i pochi contadini che abitavano in quelle terre per averlo curato e loro gli raccontarono tutta la loro perplessità, poiché in quelle terre non pioveva più da tempo e c'era la minaccia di una lunga siccità che faceva seccare ogni raccolto, il Vescovo li tranquillizzò affermando che da lì a poco la pioggia sarebbe giunta, e dopo un giorno così fu. Da allora, la piccola cittadina di Palmula prenderà il nome di San Vitaliano.

### Simboli
Lo stemma e il gonfalone del comune furono concessi con il decreto del presidente della Repubblica del 7 marzo 2005.
(D.P.R. 07.03.2005)
Il gonfalone è un drappo di giallo con la bordatura di azzurro.

## Società

### Evoluzione demografica
Abitanti censiti

## Monumenti e luoghi d'interesse
La chiesa madre di Maria Santissima della Libera è situata in piazza Nicola Tufano, ospita al suo interno la statua raffigurante il Santo Patrono Vitaliano da Capua e una sua reliquia.
La Chiesa Madre è una costruzione in tufo classico del sec. XVII ed è stata rimodernata nel 2016 e arricchiata da una struttura adiacente che ospita l'oratorio, la cappella feriale e altri locali utilizzati dalla comunità parrocchiale. Di rilevante importanza è la tela posta all'interno della chiesa che raffigura Gesù nell'orto del Getsemani della seconda metà del XVII secolo. Tale opera è attribuita a Francesco Bassano.

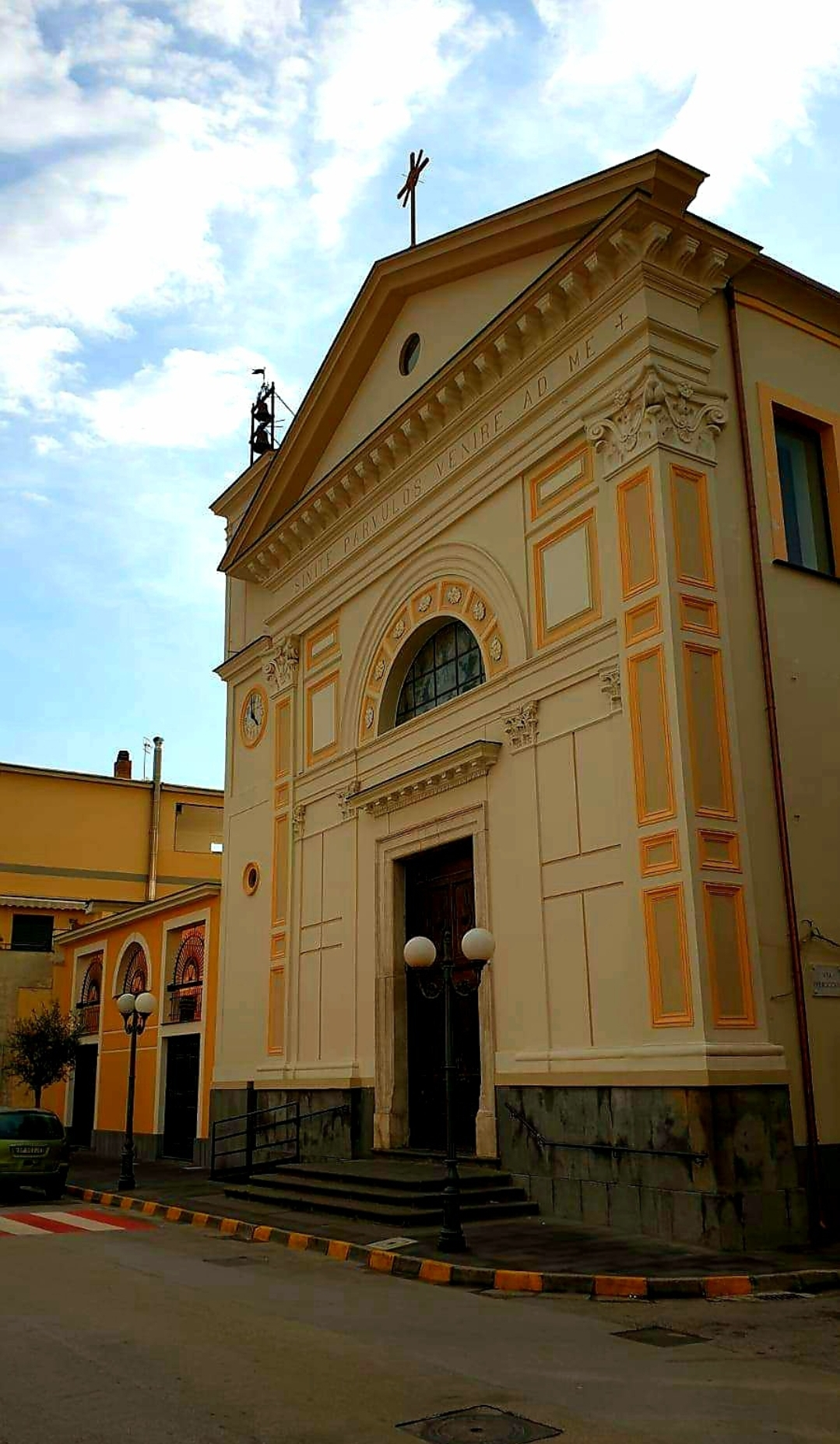
Chiesa di Maria Santissima della Libera

La chiesa dell'Immacolata Concezione è situata in via Ludovico Ariosto, la sua edificazione è antecedente al 1752 ed è sede dell'omonima Confraternita. Sotto il soffitto della navata della chiesa vi è un quadro (lungo 3 metri e largo 5,80) che raffigura l'Apoteosi della Madonna Immacolata che porta la firma del pittore Angelo Mozzillo.
Adiacente alla chiesa dell'Immacolata Concezione è presente il campanile eretto nel 1874 grazie all'interessamento del Padre Francescano Mariano Spiezia natio di San Vitaliano. Detto campanile con i suoi 42 metri d'altezza è di fatto, il simbolo che distingue San Vitaliano rispetto ai comuni dell'agro nolano.
La chiesa Maria Santissima della Libera è situata in via Frascatoli; fu fondata alla fine del 1800 in sostituzione della precedente chiesa che si affacciava in via Parrocchia Frascatoli e che era dedicata ai santi Simone e Giuda Taddeo.
Nella chiesa di via Frascatoli è presente la statua raffigurante la Madre Santissima, la cui festa ricorre la terza domenica di settembre (la settimana successiva ai festeggiamenti riservati al santo patrono Vitaliano da Capua). Si segnala, inoltre, l'importanza che ha rivestito per i frascatolesi e tutta la comunità di San Vitaliano, la figura di don Giovanni Abete di cui prende il nome la piazza di via Frascatoli.
Altro luogo di rilevanza della cittadinanza sanvitalianese è l'auditorium situato a fianco alla scuola media, dove si svolgono manifestazioni ed eventi che coinvolgono anche altre città.

## Economia
San Vitaliano fino al XX secolo era un paese molto legato all'agricoltura. Adesso l'economia sanvitalianese si lega molto anche alla via Nazionale delle Puglie dove sorgono negozi, ristoranti e supermercati e, inoltre, a nord di San Vitaliano possiamo trovare anche l'area industriale dove vi sono industrie che caratterizzano non solo San Vitaliano, ma tutto l'agro nolano.

## Infrastrutture e trasporti
Il territorio comunale di San Vitaliano è interessato dalla via Nazionale delle Puglie (vecchio tracciato della SS 7 bis), dalla strada provinciale Nola-San Vitaliano e comprende, inoltre, la barriera Napoli Est dell'autostrada A16.
San Vitaliano è servito dall'omonima stazione della linea Napoli-Nola-Baiano della ferrovia Circumvesuviana.

## Amministrazione
| Periodo   | Periodo    | Primo cittadino                    | Partito                            | Carica  | Note |
| --------- | ---------- | ---------------------------------- | ---------------------------------- | ------- | ---- |
| 1973      | 1978       | Filippo Masi                       | Democrazia Cristiana               | Sindaco |      |
| 1978      | 1983       | Filippo Masi/Giuseppe D'Alessandro | Democrazia Cristiana               | Sindaco |      |
| 1983      | 1988       | Filippo Masi                       | Partito Socialista Italiano        | Sindaco |      |
| 1988      | 1993       | Filippo Masi                       | Partito Socialista Italiano        | Sindaco |      |
| 1993      | 1995       | Giuseppe Raimo                     | Partito Democratico della Sinistra | Sindaco |      |
| 1995      | 2000       | Filippo Masi                       | Partito Democratico della Sinistra | Sindaco |      |
| 2000      | 2005       | Giuseppe Raimo                     | L'Ulivo                            | Sindaco |      |
| 2005      | 2007       | Giuseppe Raimo                     | L'Unione                           | Sindaco |      |
| 2007      | 2008       | Giuseppe Sacchi                    | commissario prefettizio            | Sindaco |      |
| 14-5-2008 | 9-6-2018   | Antonio Falcone                    | Partito Democratico                | Sindaco |      |
| 10-6-2018 | 15-05-2023 | Pasquale Raimo                     | Lista civica                       | Sindaco |      |

## Sport
Lo stadio comunale di San Vitaliano ospita circa 600 persone, è composto da un terreno di gioco 100m×60m e possiede una tribuna laterale ed una tribunetta per gli ospiti.
L'Associazione Sportiva Dilettantistica San Vitaliano Calcio 1975 attualmente milita nel campionato di Promozione Campania e ha partecipato all'Eccellenza Campania per una volta. L'ASD San Vitaliano vanta nei suoi annali storici tantissime presenze di tanti calciatori affermati a livello nazionale, tra cui Gaetano Letizia, che nella stagione 2007-2008 ha collezionato 10 presenze e una rete nella squadra locale.